# Сафронов, Владимир Константинович
Влади́мир Константи́нович Сафро́нов (29 декабря 1934, Улан-Удэ, Восточно-Сибирский край — 26 декабря 1979, Москва) — советский боксёр, олимпийский чемпион 1956 года в Мельбурне. Дважды чемпион СССР (1958, 1962). Выдающийся боксёр СССР (1956)

## Биография
Родился в 1934 году в Улан-Удэ. Жил на улице Шмидта рядом с цирком, куда ходил смотреть тренировки борцов. Занимался гимнастикой, волейболом, баскетболом, лёгкой атлетикой, бальными танцами. Посещал изостудию Улан-Удэнского дома пионеров им. Постышева.
Заниматься боксом начал с 13 лет у чемпиона РСФСР тренера Александра Ринчинова, позже был подопечным Леонида Соколова.
В 1954 году Сафронов завоевал бронзовую медаль чемпионата РСФСР.
В 1951 году поступил в Иркутское художественное училище. Был чемпионом по боксу Иркутской области, Сибири и Дальнего Востока, ВЦСПС, попал в сборную команду Сибири. В 1953 году принят в сборную СССР. В 1955 году Сафронов был призван в армию, служил в Забайкальском военном округе. Из армии откомандировывался в распоряжение сборной олимпийской команды.
В 1956 году, заменив заболевшего Александра Засухина, вошёл в состав сборной СССР на Олимпийских играх в Мельбурне, где неожиданно выиграл золотую медаль, став первым олимпийским чемпионом среди советских боксёров; на пути к победе Сафронов победил выдающихся европейских боксёров Хенрика Недзведского и Томаса Николса. К этому моменту у Сафронова был всего-навсего первый разряд по боксу. По итогам Олимпиады ему было присвоено звание Заслуженного мастера спорта.
Среди последующих успехов Сафронова — бронзовая медаль чемпионата Европы 1957 года и победы на чемпионатах СССР 1958 и 1962 годов, а также победа на Спартакиаде дружественных армий в 1958 году. Всего Сафронов провёл 316 боёв, одержав 294 победы.
Окончил Художественное училище в Иркутске и в 1963 году оформительский факультет Московского полиграфического института. Член КПСС с 1963 года. По окончании спортивной карьеры работал художественным редактором в издательстве «Физкультура и спорт».
Автор документальной повести «Дорога к победе» (лит. запись Э. Хруцкого), опубликованной в журнале «Байкал» (№ 1, 1970 год).

## Награды
- Орден «Знак Почёта» (27.04.1957) — «за успехи, достигнутые в деле развития массового физкультурного движения в стране, повышения мастерства советских спортсменов, и успешное выступление на международных соревнованиях»

## Память
- Именем Владимира Сафронова названа улица в городе Улан-Удэ.
- Мемориальная доска имени Владимира Сафронова установлена на здании школы бокса «Ринг» в городе Улан-Удэ[3]